# Javier Paredes
Javier Paredes Arango (5 de Julho de 1982, Oviedo, Asturias) é um futebolista espanhol que atualmente joga pelo Real Zaragoza, clube da Espanha.